# Méry-sur-Cher
 Méry-sur-Cher  es una población y comuna francesa, situada en la región de  Centro, departamento de Cher, en el distrito de Vierzon y cantón de Vierzon-2.

## Demografía
| 540 | 515 | 534 | 555 | 601 | 625 |
| Para los censos de 1962 a 1999 la población legal corresponde a la población sin duplicidades (Fuente: INSEE [Consultar]) |     |     |     |     |     |